# Бой за Подгорач (1944)
Бой за Подгорач (сербохорв. Напад НОВЈ на Подгорач/Napad NOVJ na Podgorač) — бой между 12-й Славонской ударной бригадой НОАЮ и немецко-усташским гарнизоном населённого пункта Подгорач (около Нашице, Хорватия), состоявшийся 19 июня 1944 года. Длился около 18 часов и завершился уничтожением немецкого гарнизона.

## Положение, силы сторон и план операции
Подгорач использовался немцами в качестве опорного пункта, защищающего линию коммуникации Подгорач — Осиек, а также направления Нашице — Джяково и Нашице — Осиек. Поэтому они пытались укрепить оборону села фортификационными сооружениями. Местность вокруг Подгорача представляет собой плоскую равнину, с холмами на западе. Прилегающая к селу территория была в основном засеяна пшеницей. Личный состав гарнизона располагался в старой части населённого пункта, в бывшей усадьбе (дворце) графов Пеячевичей и в близлежащих к ней домах. Боевое охранение составляли дозоры на пшеничных полях за селом и подвижные патрули. На пространстве вокруг усадьбы росли толстые деревья, что благоприятствовало скрытому выдвижению к опорному пункту.
Для проведения операции по овладению Подгорачем командование 12-й Славонской дивизии задействовало 12-ю Славонскую ударную, Осиекскую, 18-ю Славонскую и 1-ю Чехословацкую бригады. Ликвидировать опорный пункт предстояло 12-й бригаде. Подразделения 18-й бригады обеспечивали предотвращение подхода противника до завершения операции со стороны Нашице, чехословацкая бригада — по железной и шоссейной дороге Осиек — Нашице, Осиекая — со стороны Осиека и Джяково.
Согласно приказу штаба 12-й Славонской ударной бригады, отданному вверенным подразделениям накануне нападения,  гарнизон Подгорача насчитывал  около 500 полевых жандармов, из которых около 150 были новобранцами, проходившими курс обучения. На вооружении гарнизона имелось два 37-мм артиллерийских орудия, 5 тяжёлых пулемётов, 19 ручных пулемётов, 2 тяжёлых миномёта, 3—4  лёгких миномёта, винтовки и автоматы. Укрепления составляли около 8 бункеров и ряд приспособленных зданий, таких как дворец, дом пожарной охраны, школа и др. В дополнении к приказу говорилось, что бригада должна добиться 100% успеха, скрытно выйти на рубеж атаки и нанести одновременный удар по всем пунктам неприятеля. В заключение отмечалось, что данная боевая задача не является сложной. Бригада брала и более укреплённые опорные пункты, с большим количеством бункеров, заграждениями из колючей проволоки и минными полями.
Успех данной операции рассматривался командованием бригады как возможность реабилитации за случай, когда из-за отхода 12-й бригады с главной железной дороги Белград — Загреб понесла значительные потери 18-я Славонская бригада. Задача овладения Подгорачем была вызовом для бригады ещё и по той причине, что 15 июня 1944 года главный партизанский штаб Хорватии объявил соревнование за переходящее звание лучшего корпуса и лучшей бригады Хорватии.
Атака опорного пункта возлагалась на 1-й, 2-й, 4-й батальоны, штурмовую роту, 1-ю роту 3-го батальона, разведывательный взвод и диверсионную роту. 3-й батальон с двумя ротами оставался в резерве. План предусматривал нанесение концентрического удара силами трёх батальонов. После преодоления внешней линии обороны батальоны должны были стремительно продвигаться к её центру и веером атаковать и ликвидировать точки сопротивления. Пехотные подразделения укреплялись диверсионными группами, поддерживались 3 артиллерийскими орудиями калибра 28 мм, 37 мм и 65 мм, а также тяжёлым миномётом.
Перед началом штурма командование 12-й бригады провело двухдневную подготовку личного состава с акцентом на организацию огневой поддержки, роль миномётной и диверсионных групп, а также инициативу командиров рот, взводов и отделений.

## Бой
В 20 часов 19 июня батальоны 12-й бригады атаковали рассредоточенные позиции внешней обороны неприятеля и в течение часа преодолели её, уничтожив около десятка огневых точек и бункеров. После этого бой сместился в центр села. Атакующим приходилось овладевать дом за домом. Штурм шёл успешно и по плану. К 9 часам утра 20 июня партизаны плотно окружили единственный оставшийся очаг сопротивления во дворце Пеячевичей, где упорно оборонялись около 200 жандармов.
Ожесточённый бой за дворец продолжался несколько часов. Противник отчаянно отбивался огнём из автоматического оружия и гранатами. Бойцы 12-й бригады пытались найти способ, чтобы разрушить прочные стены здания. Группа солдат изначально пробовала использовать бутылки с бензином, чтобы поджечь крышу на южной стороне дворца. Когда это не сработало, партизаны взяли пожарный насос и вместо воды залили в него бензин, превратив орудие пожаротушения в огнемёт. Крыша загорелась. Группа солдат забралась на крышу и разрушила топорами её толстое листовое покрытие. Окружённые были вынуждены отступить в северное крыло дворца, но продолжали сопротивление.
Исход боя во многом предопределил заместитель командира диверсионной роты Милан Гределевич, который под прикрытием огня около 20 пулемётов и автоматов штурмовой роты прополз 50 метров до стены северной стороны дворца, толкая перед собой около 50 кг взрывчатки. В результате взрыва заложенного им заряда рухнула вся северная часть здания.
Взрыв был ужасен. Отдельные обороняющиеся начали выскакивать наружу, но все были убиты огнём партизан. Оставшиеся продолжили сопротивление. Тогда пришла очередь штурмовой роты, забросавшей защитников дворца гранатами, что вызвало подрыв боеприпасов внутри здания. Люди в большом количестве выпрыгивали наружу из окон и попадали под пули партизан. После новых брошенных гранат последовала атака на горящий дворец с его западной стороны. Окружённые снова бросились через окна и были сражены пулемётными очередями. После дополнительного артобстрела оставшиеся жандармы числом около 130 человек предприняли попытку бежать, но возле металлического забора были почти все скошены партизанскими пулемётами, за исключением 20 человек, сдавшихся в плен. Остальные погибли в огне и под руинами дворца.
К 14 часам дня Подгорач был освобождён.

## Результат
Из 500 солдат и офицеров гарнизона погибли 361 человек, 101 взяты в плен. В качестве трофеев партизаны заполучили две 47-мм пушки, 14 миномётов (8 тяжёлых и 6 лёгких), 46 пулемётов, 650 винтовок и большое количество боеприпасов, военного снаряжения, обмундирования, медикаментов и продовольствия.
Потери партизан составили 9 человек убитыми и 28 ранеными. В числе погибших был командир 3-й роты 4-го батальона Любан Проданович. Командование 12-й дивизии, 6-го корпуса и народно-освободительной армии и партизанских отрядов (НОАиПО) Хорватии выразили благодарность всему личному составу бригады за проявленные храбрость, слаженность, инициативу и упорство в бою за освобождение Подгорача, назвав их образцом для подражания. Кроме этого, Главный штаб НОАиПО Хорватии поблагодарил через «Радио Свободная Югославия» командиров и комиссаров дивизии и бригады, заместителя командира диверсионной роты Милана Гределевича, а также пулемётчиков 2-го и 4-го батальонов 12-й бригады, которые своим точным огнём обеспечили выполнение боевой задачи.

## Оценка событий боя после 1991 года
Среди современников до 1991 года бытовала иная версия событий боя. В 2012 году историк Бранко Краньчев из Нашице представил результаты своего исследования. По его сведениям, непосредственно перед нападением 12-й Славонской бригады на Подгорач, здесь дислоцировалось небольшое подразделение усташей и батальон немецкой полевой жандармерии, составленный из хорватской молодежи в возрасте 16-18 лет, в основном из Боснийской Посавины. Возглавляли их немецкие офицеры и инструкторы. Вечером, накануне нападения, командир гарнизона майор Чех убыл в Нашице и до боя в Подгорач не возвратился. Когда началась атака партизан, усташи прорвались сквозь кольцо окружения и бежали в Нашице. В ходе мощной атаки партизан половина полевых жандармов погибла. Дворец был минирован и взорван, а уцелевшие жандармы сдались. Партизаны всех построили и приказали раздеться. После этого всех расстреляли. Затем партизаны собрали жителей Подгорача — женщин и стариков, велели им отвезти тела погибших на кладбище и похоронить. Женщины вырыли два длинных рва, в которых сложили трупы, а землю над общими могилами по приказу партизан сравняли с землёй. Жителям было строго запрещено рассказывать кому-либо об этом массовом захоронении.

## Память
10 апреля 1997 года в Подгораче открыт Мемориал жертвам партизанских преступлений во Второй мировой войне и хорватским защитникам, погибшим в Отечественной войне.